# Ceutí
Ceutí és un municipi de la Regió de Múrcia. Limita al nord amb Archena, a l'oest amb Villanueva del Río Segura i Archena, a l'est amb Lorquí, i al sud amb Alguazas.